# عبد الإله هوساوي (لاعب كرة قدم مواليد 2001)
عبد الإله هوساوي (مواليد 2 يونيو 2001 في، جدة غرب السعودية)، لاعب كرة قدم سعودي يلعب في نادي الخليج معار من نادي الاتحاد.

## مسيرة اللاعب
بدأ في نادي الاتحاد و أعير إلى نادي جدة ونادي الخليج.

## روابط خارجية
- عبد الإله هوساوي . على موقع قاعدة بيانات كرة القدم.إي يو (الإنجليزية)
- عبد الإله هوساوي . على موقع Soccerway.com (الإنجليزية)